# Trichomyia itocoae
Trichomyia itocoae är en tvåvingeart som beskrevs av Tokunaga och Komyo 1956. Trichomyia itocoae ingår i släktet Trichomyia och familjen fjärilsmyggor. Inga underarter finns listade i Catalogue of Life.